# Gars- en Grubekepolder
De Gars- en Grubekepolder is een polder ten zuiden van Nieuwvliet.
De polder ontstond in 1502 uit indijking van een aanwas van schorren in het Zwarte Gat. Opdrachtgever was waarschijnlijk Anna de Baenst, weduwe van een Brugse notabele die Heer van Crubeke was. De polder werd ook wel Graspolder of Gorspolder genoemd. De oppervlakte bedraagt 24 ha.
De polder wordt begrensd door de Akkerweg, Ter Moere 1 en Ter Moere 2.
Ten oosten van de kleine polder ligt de Sint Jorispolder, ten westen de Antwerpenpolder.